# Благовещение (картина Россетти)
«Благовещение» (лат. Ecce Ancilla Domini — «Се раба Господня» (ответ Марии на благую весть)) — картина английского художника Данте Габриэля Россетти, созданная в 1850 году в эпоху Прерафаэлитизма и в том же году появившаяся на выставке в Королевской академии художеств. Картина была задумана как диптих, но вторая часть так и не увидела свет. Картина «Благовещение» написана на специально подготовленном холсте цинковым белым в технике масляной живописи, что, по замыслу автора, должно было придать произведению особую небесную чистоту и прозрачность.

## Сюжет
На картине изображена известная евангельская сцена Благовещения Пресвятой Богородицы: 
В шестой же месяц послан был Ангел Гавриил от Бога в город Галилейский, называемый Назарет, к Деве, обрученной мужу, именем Иосифу, из дома Давидова; имя же Деве: Мария. Ангел, войдя к Ней, сказал: радуйся, Благодатная! Господь с Тобою; благословенна Ты между женами. Она же, увидев его, смутилась от слов его и размышляла, что бы это было за приветствие. И сказал Ей Ангел: не бойся, Мария, ибо Ты обрела благодать у Бога; и вот, зачнешь во чреве, и родишь Сына, и наречешь Ему имя: Иисус.

## История создания
Сестра художника, Кристина Россетти, позировала для создания Богородицы. Брат изменил цвет ее волос: он сделал их русыми, чтобы продолжить красную палитру. Его брат Уильям позировал для Архангела Гавриила. 
Впервые картина была выставлена в апреле 1850 года в галерее Old Portland на Риджент-стрит. Фрэнсис Маккракен, известный покровитель прерафаэлитов, купил ее в 1853 году за 50 фунтов стерлингов, а Британская галерея Тейт приобрела ее в 1886 году. В феврале 2013 года картина не была выставлена. С декабря 2018 года по апрель 2019 года картина экспонировалась в Национальной галерее Австралии в рамках выставки «Любовь и желание: шедевры прерафаэлитов из галереи Тейт». С 2023 года она экспонируется в Британской галереи Тейт в рамках выставки «Россети», которая продлилась до сентября 2023 года. 

## Критика
Россетти сильно отступил от христианского канона и потому навлек на себя нападки общественного мнения. Богородица выглядит испуганной и будто отшатывается от ангела с белой лилией в руках (символ девства Марии). Нетрадиционна цветовая гамма: на картине доминирует белый, в то время как цветом Богородицы считается голубой.